# 和尚鸚鵡

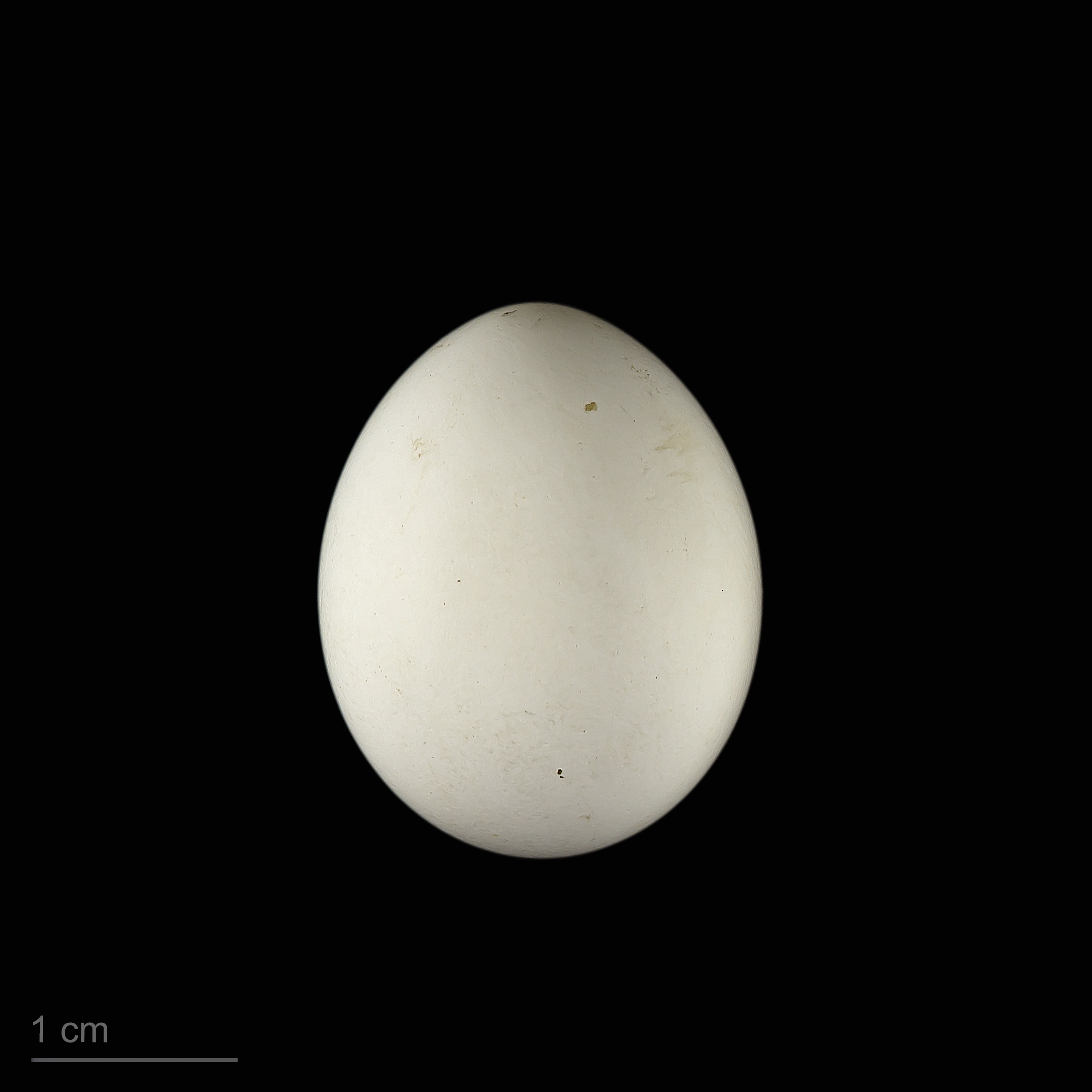
卵 Myiopsitta monachus

和尚鸚鵡（學名：Myiopsitta monachus），又稱塔樓鸚鵡，是一種中小型的鸚鵡，在許多分類系統中都是和尚鸚鵡屬的唯一物種，這種鸚鵡原產於南美洲阿根廷與鄰近國家亞熱帶至溫帶的區域，不過現在是常見的飼養鸚鵡，被人移入飼養後，可逃脫再野生化形成野生族群，廣泛分佈於全世界，在許多國家造成外來種問題。

## 形態

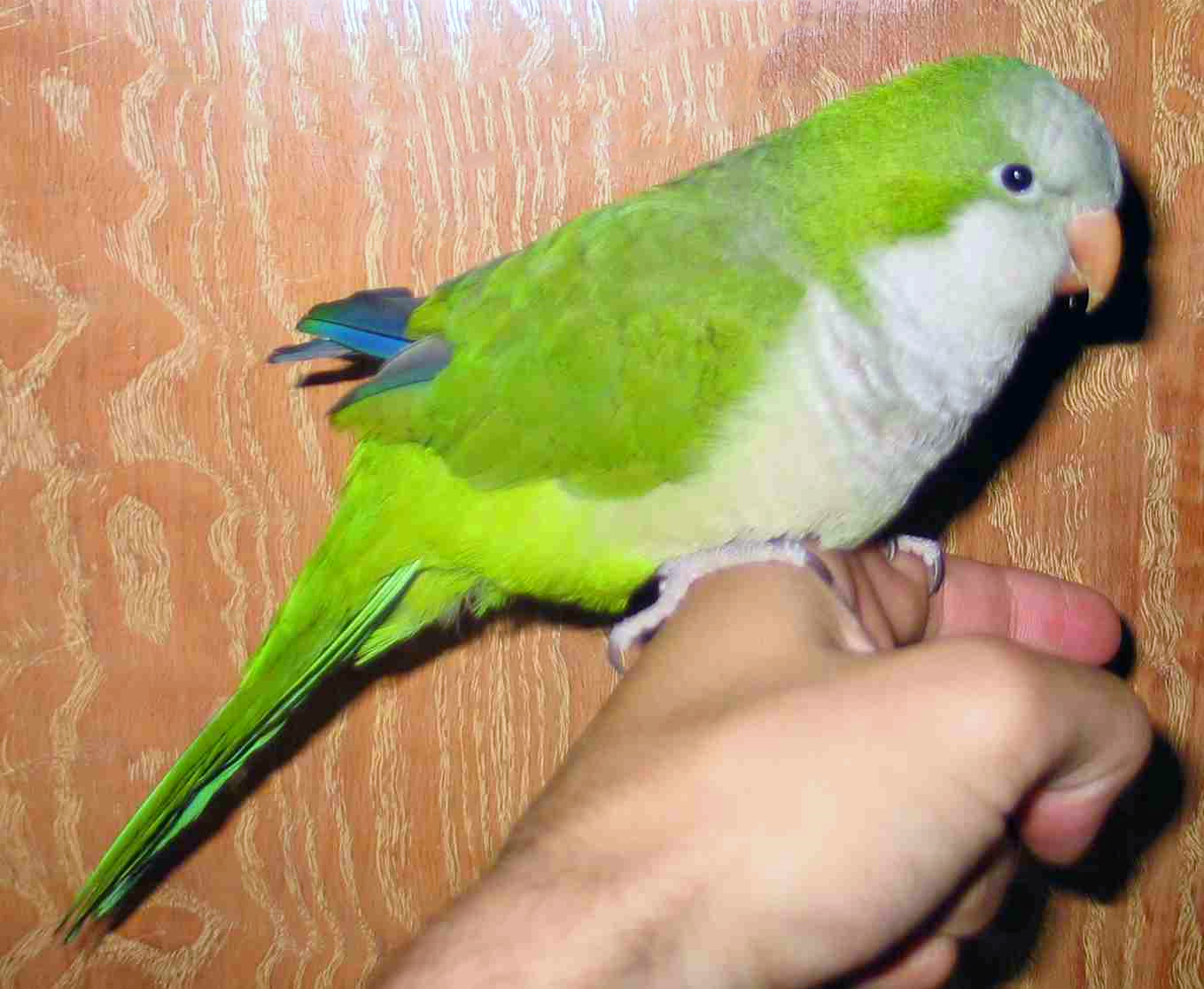
作為寵物的和尚鸚鵡雌鳥

和尚鸚鵡的胸部與前額為淡灰色，腹部為淡黃綠色，翅上飛羽呈深藍色，尾巴細長，喙為淡橘膚色，鳴叫聲大且沙啞。其大小身長平均為29公分、張翼時可達48公分，體重約100公克，雌鳥只有雄鳥的八、九成大小，但仍要靠羽毛或DNA鑑定才能準確判斷性別。
被人飼養的和尚鸚鵡品種，原本為綠色的部分可能變成白色、藍色或黃色等其他顏色，因為缺乏保護色，這類顏色改變的品種，容易在自然環境下被捕食，所以再野生化的個體群中，不容易看見這類顏色不同之品種，大多還是與野生種相同之綠色。

## 亞種
和尚鸚鵡目前有以下四種亞種。
- M. m. monachus  (Boddaert, 1783)：分佈範圍從阿根廷北部的聖地亞哥-德爾埃斯特羅省東南部起，沿薩拉多河流域、巴拉那盆地、到布宜諾斯艾利斯省與烏拉圭的區域。為體型最大的亞種。
- M. m. calita  (Boddaert, 1783)：分佈範圍包括安地斯山脈海拔1000公尺以下山地、玻利維亞東南部的塔里哈省與聖克魯斯省、巴拉圭、阿根廷西北部沿著M. m. monachus分佈範圍的西緣至內格羅河省，甚至可能到丘布特省。體型較M. m. monachus小，翅膀上的藍色較明顯，且頭部的灰色較深。
- M. m. cotorra (Finsch, 1868)：分佈範圍包括巴西西南部的馬托格羅索州、南馬托格羅索州與南大河州，沿著巴拉圭河流域、巴拉那盆地中部至大廈谷的區域。外形與M. m. calita十分相似，只是腹部的黃色較淺，整體顏色較亮。
- 懸崖鸚鵡（英语：Cliff parakeet）（M. m. luchsi）：玻利維亞中部之孤立群，分布於安地斯山海拔1000至3000公尺的山地，大約是拉巴斯省東南部至丘基薩卡省北部。美國鳥類學會（英语：American Ornithological Society）等多數分類系統都將其視為和尚鸚鵡的亞種[5]，但也有人將其視為獨立物種[6]。雖然本亞種原產於玻利維亞山區，但因人為飼養之故，也在全世界各地出現[3]。

## 生態與行為
在巴西、阿根廷與烏拉圭，和尚鸚鵡被視為危害農作物的重要害鳥，據估計在阿根廷一年造成向日葵、玉米與其他作物的農損合計超過十億美元。近期其數量在南美洲的鄉村地區大量增加，可能與當地為製作紙漿而擴大種植桉樹有關，桉樹林為和尚鸚鵡提供築巢的隱密環境而有助於其族群的拓展。其亞種懸崖鸚鵡有時也會啄食田裡的玉米，但因危害程度不大而較不受重視。
和尚鸚鵡是唯一一種使用樹枝築巢，而非直接使用樹上的孔洞當巢穴的鸚鵡。且它們是群居的社會性動物，在野外會築成一個如同公寓般、大小接近一輛小車的大巢，每一對雌雄鸚鵡分別使用巢中一個獨立的區域，因為巢的體積很大，有時會吸引其他種類的鳥（例如斑翅花隼與黄嘴鸭）甚至哺乳類來居住。其巢中可產5-12顆白色的蛋，約於24天後孵化。幼鳥的飼育上，除了雙親外，其他的年輕成鳥也會參與，這種親擇現象在鸚鵡中是相當少見的。懸崖鸚鵡則顧名思義，以懸崖的裂縫作巢，它們一般不會築群居的大巢，但每一對成鳥仍偏好彼此棲息在鄰近的地方。和尚鸚鵡的壽命大約有15-20年，好好照顧可以有20年以上或25-30年兩種說法。

### 寵物
和尚鸚鵡的智力很高，作為寵物時甚至能記得一些字串或片語，許多飼養者喜歡教其說話，因而成為很受歡迎的飼養鳥種。然而因為和尚鸚鵡是會造成農損的害鳥，美國加州、喬治亞州、堪薩斯州、肯塔基州、夏威夷州、紐澤西州、賓夕法尼亞州、田納西州與懷俄明州等九個州份，以及澳大利亞的西澳洲都禁止飼養與輸入和尚鸚鵡。美國康乃狄克州允許飼養和尚鸚鵡，但不允許販賣之，紐約州與維吉尼亞州允許飼主登記之後飼養，俄亥俄州則只允許飼養飛行羽經修剪而無飛到野外之虞的鳥隻。。

### 外來種

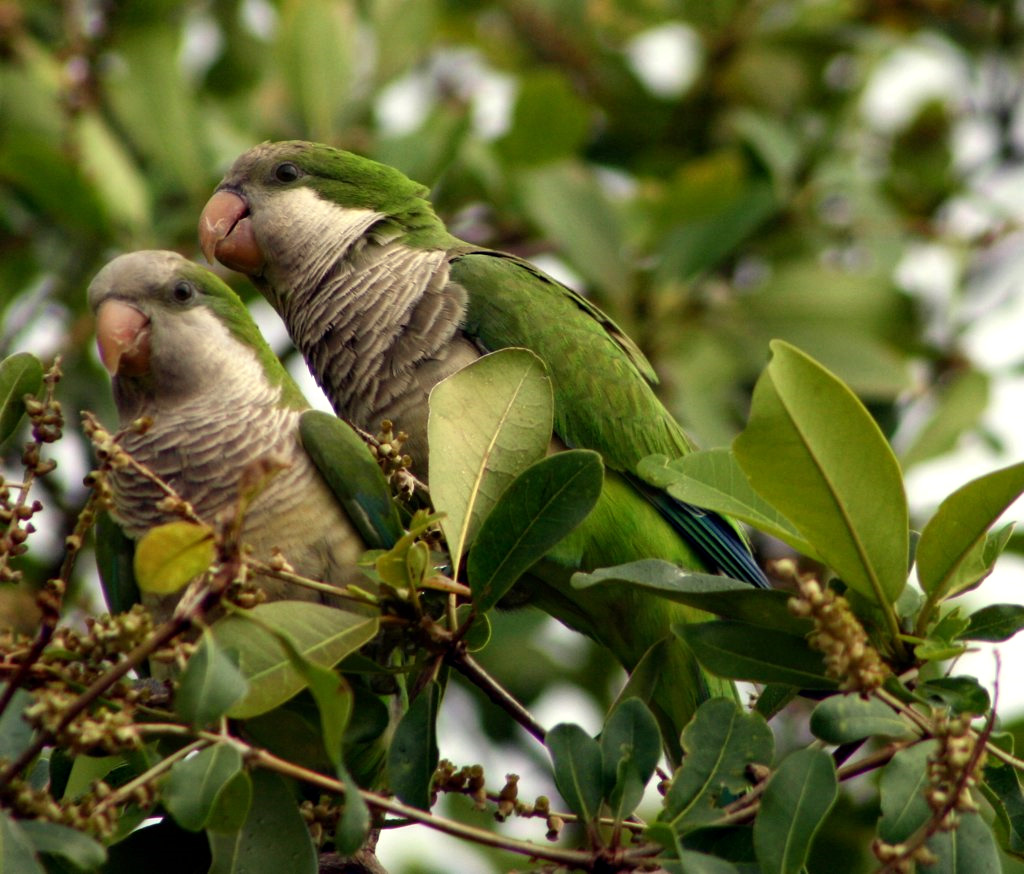
佛羅里達州的外來種和尚鸚鵡

和尚鸚鵡雖原產於南美洲，但作為寵物引入世界各地後，已在歐洲大陸、英國、塞普勒斯、亞速群島、海峽群島、馬德拉、巴利亞利群島、科西嘉島、薩丁尼亞島，以及美國、加拿大卑詩省、墨西哥、百慕達、巴哈馬、開曼群島、復活節島、波多黎各及亞洲的日本、臺灣與韓國建立野外族群，而且和尚鸚鵡作為棲息於開放林地的鳥類，對城市的適應力也很好。
和尚鸚鵡在這些地區可能成為破壞農作物的害鳥，其野外族群是否是害鳥仍有爭議，許多人也因其外形漂亮而不願撲殺，但美國許多地方確有撲殺和尚鸚鵡的計畫進行。在美國之外的地方和尚鸚鵡雖為外來種，但族群規模較小，且多棲息於城市中，較不易對農作物造成傷害。不過英國也開始重視和尚鸚鵡的外來種問題，擔心莊稼與原生野生動物受到影響，該國環境、食品暨鄉村事務部正計劃消滅野外的和尚鸚鵡族群。
1960年至1980年有上千隻和尚鸚鵡被引進美國作為寵物，許多自行逃離或被飼主野放，逐漸在野外形成族群，1970年代早期和尚鸚鵡已在美國的七個州建立野外族群，1995年增加至八個以上，僅佛羅里達一州就有高達15萬至50萬隻的和尚鸚鵡。2012年有一對和尚鸚鵡準備在紐約州瓦特弗利特築巢，不過因其巢位於變壓器附近有造成火災的危險而被移除。
不同族群的和尚鸚鵡叫聲有差別，又和尚鸚鵡的野外族群通常是由少數幾隻個體開始建立，因此有些族群有創始者效應造成類似基因漂變的現象發生，如果族群的建立者不多，且叫聲都帶有某種腔調，則之後整個族群的叫聲都會有這種腔調，例如美國康州米爾福德市區的野生和尚鸚鵡族群就只有三種鳴叫的腔調。